# Christoph Hoffmann (Landrat)
Christoph Hoffmann (* 13. November 1802 in Darmstadt; † 1. Juni 1859 ebenda) war Landsrat und Kreisrat im Großherzogtum Hessen.

## Familie
Seine Eltern waren der Regierungsadvokat und Prokurator (Staatsanwalt) Wilhelm Ludwig Hoffmann (1748–1830) und dessen Frau Marie Elisabeth, geborene Kick, einer Schwester des Abgeordneten in den Landständen des Großherzogtums Hessen, Georg Christoph Kick. Die Familie war evangelisch.
Christoph Hoffmann heiratete 1832 Wilhelmine (Minna) Stumpf (1804–1864). Kinder aus dieser Ehe waren:
- Marie Charlotte (1833–1897), unverheiratet
- Georg Wilhelm (1835–1914), Chemiker in den Niederlanden
- Carl Johann (1836–1904), Großkaufmann in Paris
- Emanuel (1837–1889), Oberingenieur in Neuwied
- Georg August (1839–1870), Chemiker in Rüsselsheim
- Auguste Marie Magdalene (1843–1918) heiratete den Chemiker und Fabrikdirektor Ludwig Gilmer und wurde Mutter des späteren Präsidenten des Landgerichts Darmstadt und Abgeordneten Julius Gilmer.[5]
- Ludwig (1846–1919), Großkaufmann in Paris
- Julius (1848–1918), Fabrikant in Grenoble

Nach dem relativ frühen Tod von Christoph Hoffmann hatte seine Witwe erhebliche Schwierigkeiten, die große Kinderschar mit der relativ geringen Beamtenpension durchzubringen.

## Karriere
Christoph Hoffmann studierte Rechtswissenschaft und wurde anschließend 1827 Hofgerichtssekretariatsakzessist. Von der Justiz wechselte er in die Verwaltung, als er 1832 die Stelle des Sekretärs des Kreises Heppenheim erhielt. Am 4. November 1834 wurde er als Nachfolger von Anton Joseph Lauteren Landrat im Landratsbezirk Breuberg. Hier hatte er, weil es sich beim Landratsbezirk Breuberg um „Souveränitätslande“ der beiden Standesherren handelte, eine Doppelstellung als Großherzoglich Hessischer Landrat und Landrat der Fürsten von Löwenstein-Wertheim und der Grafen von Erbach inne. In Folge der Revolution von 1848 im Großherzogtum Hessen wurden die Landratsbezirke abgeschafft und ihre Aufgaben größeren Regierungsbezirken zugewiesen. Die Regierungsbezirke hatten je ein kollektives Führungsorgan, die Regierungskommission. Christoph Hoffmann wurde Dirigent (Vorsitzender) der Regierungskommission Alsfeld. Diese Verwaltungsreform hatte allerdings nur vier Jahre Bestand: Nach dem Sieg der Reaktion wurden die Regierungsbezirke 1852 wieder abgeschafft, die Regierungskommissionen aufgelöst und die vorrevolutionäre Struktur mit Provinzen und Kreisen unter einigen Modifikationen wieder hergestellt. Christoph Hoffmann wurde nun Kreisrat des Kreises Heppenheim. 1858 wechselte er als weltlicher Oberkonsistorialrat in das Oberkonsistorium der Evangelischen Landeskirche Hessen in Darmstadt, wo er die Stelle des „2. Mitglieds“ (Stellvertreter des Präsidenten) erhielt. Ebenfalls 1858 wurde er Spezial-Direktor der Feuer-Versicherungs-Gesellschaft Deutscher Phönix.

## Ehrungen
- 1853 Ritterkreuz des Verdienstordens Philipps des Großmütigen[12]